# Zelotes sataraensis
Zelotes sataraensis este o specie de păianjeni din genul Zelotes, familia Gnaphosidae, descrisă de Benoy Krishna Tikader și Gajbe, 1979. Conform Catalogue of Life specia Zelotes sataraensis nu are subspecii cunoscute.